# Trimma omanensis
Trimma omanensis es una especie de peces de la familia de los Gobiidae en el orden de los Perciformes.

## Hábitat
Es un pez de Mar y de clima tropical que vive hasta los 10-15 m de profundidad.

## Distribución geográfica
Se encuentra en el Golfo de Omán.

## Observaciones
Es inofensivo para los humanos.